# Sekayun Ilir
Sekayun Ilir is een bestuurslaag in het regentschap Bengkulu Tengah van de provincie Bengkulu, Indonesië. Sekayun Ilir telt 666 inwoners (volkstelling 2010).